# Jorge Martín Frías
Jorge Martín Frías (ur. 8 kwietnia 1980 w Madrycie) – hiszpański polityk, deputowany do Parlamentu Europejskiego X kadencji.

## Życiorys
Absolwent filozofii na Uniwersytecie Complutense w Madrycie, uzyskał magisterium z komunikacji politycznej i instytucjonalnej. Był doradcą delegata rządu w Madrycie, a także rzecznikiem frakcji radnych Partii Ludowej oraz prezydent Wspólnoty Madrytu Esperanzy Aguirre. Pracował też w fundacji FAES. Później zajmował się działalnością doradczą, był również redaktorem „Red Floridablanca”. W 2020 został dyrektorem Fundación Disenso, think tanku prawicowej partii Vox.
W wyborach w 2024 z listy tego ugrupowania uzyskał mandat posła do Parlamentu Europejskiego X kadencji.